# Hilda Petri
Hilda Petri, född 1843, död 1926, var en svensk lärare som 1916 lät ge ut sitt verk Släktanteckningar. Som lärare drev hon en privatskola tillsammans med sin familj i Vetlanda. Skolan var i drift mellan 1885 och 1902.
Hennes far var pastorn Johan Eric Petro, och hennes mor sömmerskan Christina Margaretha Birgersson.